# Pauley Perrette

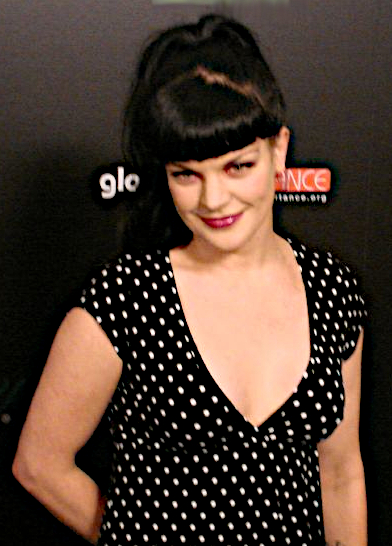
Pauley Perette

Pauley Perette (Nova Orleans, 27 de março de 1969) é uma escritora, cantora, defensora dos direitos civis e ex-atriz estadunidense.
Perette é mais conhecida pelo papel Abigail "Abby" Sciuto em NCIS (Naval Criminal Investigative Service) e também no spin-off NCIS: Los Angeles, uma cientista forense com um estranho estilo gótico. No Brasil, na série NCIS, ela é dublada por Priscila Concepción.
Perrette desempenhou o papel principal como Jackie na sitcom da CBS Broke, que foi ao ar em 2020.
Em maio de 2020, foi anunciado que Broke seria cancelado após uma temporada. Perrette foi citada como tendo dito que o sitcom mudou sua vida.
Em 7 de julho de 2020, Perrette anunciou sua aposentadoria da atuação.

## Filmografia
- Filmes

| Ano  | Título                                         | Função                            | Notas                                                                       |
| ---- | ---------------------------------------------- | --------------------------------- | --------------------------------------------------------------------------- |
| 1997 | O preço do beijo                               | Renee                             |                                                                             |
| 1998 | Mão na bomba                                   | Hi-Girl                           |                                                                             |
| 1998 | Hoofboy                                        |                                   | Filme curto                                                                 |
| 2000 | Civilidade                                     | Carolyn                           |                                                                             |
| 2000 | Quase famoso                                   | Alice Wisdom                      |                                                                             |
| 2001 | Meu primeiro senhor                            | Bebe                              |                                                                             |
| 2002 | O anel                                         | Beth                              |                                                                             |
| 2002 | Céus vermelhos                                 | Patty Peirson                     |                                                                             |
| 2002 | Corações com fome                              | Cokie Conner                      |                                                                             |
| 2003 | Terça-feira de Cinzas                          | Gina Mascara                      |                                                                             |
| 2003 | Irmão Urso                                     | Urso amante feminino              | Função de voz                                                               |
| 2004 | Cut and Run                                    | Jolene                            |                                                                             |
| 2004 | Um momento de graça                            | Dr. Grace Peters                  |                                                                             |
| 2005 | Potheads: O Filme                              | LuLu                              |                                                                             |
| 2008 | A singularidade está próxima                   | Ramona                            |                                                                             |
| 2010 | Satanás te odeia                               | Marie Flowers                     |                                                                             |
| 2011 | Orgulho                                        | Angela                            | Filme curto                                                                 |
| 2012 | Eu estou mal                                   | Mãe                               |                                                                             |
| 2012 | Superman vs. A Elite                           | Lois Lane                         | Voz; direto para o vídeo                                                    |
| 2013 | Citizen Lane                                   | Auto                              | Documentário sobre Mark Lane ; também diretor, escritor, produtor executivo |
| 2015 | Scooby-Doo! e beijo: mistério do rock and roll | Delilah Domino / A Bruxa Carmesim | Voz; direto para o vídeo                                                    |

- Televisão

| Ano                  | Título                             | Função                           | Notas                                                             |
| -------------------- | ---------------------------------- | -------------------------------- | ----------------------------------------------------------------- |
| 1994                 | Maquiagem Mágica                   | Shannon                          | ABC Afterschool Specials                                          |
| 1996-1997            | Assassinato Um                     | Gwen                             | Papel principal (segunda temporada)                               |
| 1996                 | Frasier                            | Garçonete                        | 2 episódios (creditado como: Pauley P.)                           |
| 1997                 | Edição Inicial                     | Theresa Laparco                  | Episódio: "Mob Wife" (creditado como: Pauley P.)                  |
| 1998                 |                                    |                                  |                                                                   |
| Isso é vida          | Lisa                               | Papel principal                  |                                                                   |
| A Verdade Nua        | Ilana                              | Episódio: "O Vidente e o Otário" |                                                                   |
| O show de Drew Carey | Darcy                              | 4 episódios                      |                                                                   |
| 1999                 | Batman além                        | Policial (voz)                   | Episódio: "Golem"                                                 |
| 1999                 | Jesse                              | Gwen                             | 3 episódios                                                       |
| 1999                 | Armário de Veronica                | Nicole                           | Episódio: "O pequeno ardil de Veronica"                           |
| 1999                 | Batman Além: O Filme               | Policial                         | Função de voz                                                     |
| 1999-2000            | Tempo de sua vida                  | Cecilia Wiznarksi                | Papel principal                                                   |
| 2001                 | Esmagar                            | Charley                          | Episódios desconhecidos                                           |
| 2001                 | Dead Last                          | Érica                            | Episódio: "A Morte Está no Ar"                                    |
| 2001                 | Filadélfia                         | Angela                           | Episódio: "Acenda Meu Fogo"                                       |
| 2001                 | Dawson's Creek                     | Rachel Weir, Ph.D.               | 2 episódios                                                       |
| 2001                 | A vergonha americana               | N / D                            | Produtor associado                                                |
| 2001-2002            | Unidade Especial 2                 | Alice Cramer                     | Papel recorrente; 4 episódios                                     |
| 2002                 | 24                                 | Tanya                            | Episódios (primeira temporada ): "15:00 - 16:00", "16:00 - 17:00" |
| 2002                 | Assombrada                         | Nadine                           | Episódio: "Fidelidade"                                            |
| 2003                 | CSI: Investigação da cena do crime | Candeece                         | Episódio: "Caixa de Lady Heather"                                 |
| 2003                 | JAG                                | Abby Sciuto                      | Episódios: "Rainha do Gelo", "Fusão"                              |
| 2003-2018            | NCIS                               | Abby Sciuto                      | Papel principal (temporadas 1–15); 352 episódios                  |
| 2009                 | NCIS: Los Angeles                  | Abby Sciuto                      | Episódios: "Aleatório de propósito", "Killshot"                   |
| 2014, 2016           | NCIS: New Orleans                  | Abby Sciuto                      | Episódios: "Carrier", "Sister City (Parte II)"                    |
| 2017                 | Quando nos levantamos              | Robin                            | Episódio: "Noite IV: Parte VI e VII"                              |
| 2020                 | Broke                              | Jackie                           | Papel principal                                                   |

1. ↑  https://deadline.com/2019/03/pauley-perrette-ncis-star-cbs-comedy-pilot-broke-alex-herschlag-jennie-snyder-urman-jaime-camil-1202570681/
2. ↑  https://www.eonline.com/ca/news/1149207/pauley-perrette-reacts-to-broke-cancellation-says-cbs-sitcom-healed-her
3. ↑  https://twitter.com/PauleyP/status/1280450465449127942?s=08